# Ulica Wołoska w Warszawie
Ulica Wołoska – ulica  w dzielnicy Mokotów w Warszawie.

## Opis
Ulica jest przedłużeniem ulicy św. Andrzeja Boboli. Rozpoczyna swój bieg na Starym Mokotowie, na wysokości ulicy Madalińskiego. Kończy się przy rondzie Unii Europejskiej. Wytyczona została jeszcze przed I wojną światową. Jej nazwa pochodzi od Wołoszczyzny.
W 1948 roku między ulicami: Madalińskiego, Wołoską, Wiktorską i al. Niepodległości rozpoczęto budowę osiedla Warszawskiej Spółdzielni Mieszkaniowej.
W latach 1966−1967 na odcinku ulicy między ul. Rakowiecką a ul. Woronicza wybudowano linię tramwajową. Uchwałą Rady Narodowej m.st. Warszawy z dnia 28 kwietnia 1967 ulicy nadano imię Władimira Komarowa (cztery dni po jego śmierci). Historyczną nazwę przywrócono uchwałą Rady Dzielnicy-Gminy Warszawa-Mokotów z dnia 18 grudnia 1992.
Ulica została przebudowana w 2015 roku.
Na całej swojej długości ma status drogi powiatowej (nr 5508W).

## Ważniejsze obiekty
- Państwowy Instytut Medyczny Ministerstwa Spraw Wewnętrznych i Administracji
- Wydział Inżynierii Materiałowej Politechniki Warszawskiej
- Dom Studencki Politechniki Warszawskiej „Żaczek” (nr 141a)[8]
- Zajezdnia tramwajowa Mokotów (ul. Woronicza 27)
- Curtis Plaza
- Centrum handlowe Westfield Mokotów

## Obiekty nieistniejące
- Fabryka Półprzewodników „Tewa”